# Love 1. Dog
 (novembre 2018).
Pour plus de détails, voir Fiche technique et Distribution.
Love 1. Dog (Dragoste 1: Câine) est un film roumain écrit, produit et réalisé par Florin Șerban. 
Le film a eu sa première en 2018, au Festival International de Film de Sarajevo, où il a remporté le prix Cineuropa et le prix Art Cinéma, offert par la CICAE.
Love 1. Dog a sa première dans les cinémas de Roumanie le 5 décembre 2018. 

## Synopsis
Les gens ne perdent jamais leur besoin d’aimer, ni même quand ils ont arrêté de chercher du sens dans leur relation avec les autres. Un homme extrêmement seul arrive à aimer une femme. Elle tourne son monde à l’inverse et le fait se réjouir, avec violence, désespoir et colère, le fait d’être vivant. Un film sur l’amour.  

## Fiche technique
- Titre : Love 1. Dog
- Titre original : Dragoste 1: Câine
- Réalisation : Florin Șerban
- Scénario : Florin Șerban
- Musique : Pauchi Sasaki
- Photographie : Marcin Koszalka
- Montage : Florin Șerban
- Production : Oana Iancu et Florin Șerban
- Société de production : Fantascope Films, Harine Films, Societatea Româna de Televiziune et The East Company
- Pays :  Roumanie et  Pologne
- Genre : Drame
- Durée : 103 minutes
- Dates de sortie : 
  -  Roumanie : 7 décembre 2018

## Distribution
- Valeriu Andriuță : Simion
- Cosmina Stratan : Irina
- Hritcu Florin : Mircea
- Mihaela Macelaru : le marchand
- Cosmina Stratan : Irina